# Энергетика Краснодарского края
Энергетика Краснодарского края — сектор экономики региона, обеспечивающий производство, транспортировку и сбыт электрической и тепловой энергии. По состоянию на 2020 год, на территории Краснодарского края эксплуатировались более 40 электростанций общей мощностью 2370,87 МВт, в том числе три ГЭС и более 40 тепловых электростанций (большинство из которых — небольшие электростанции промышленных предприятий). В 2019 году они произвели 10 291 млн кВт·ч электроэнергии.

## История
Первая электростанция на территории Краснодарского края начала работу в 1890 году в станице Фёдоровская, она имела мощность 16 л. с. и использовалась для освещения мельницы. Первая электростанция в Екатеринодаре (старое название Краснодара) была введена в эксплуатацию в 1891 году, она использовалась для освещения городской больницы и прилегающего участка улицы. В 1893 году в Новороссийске была построена первая в России электростанция, вырабатывавшая трёхфазный переменный ток. Станция обеспечивала нужды элеватора и имела мощность 1200 кВт (4 паротурбинных турбоагрегата по 300 кВт) . В 1895 году в Екатеринодаре была построена электростанция общего пользования мощностью 1360 кВт, а в 1900 году — ещё одна электростанция мощностью 800 кВт, использовавшаяся для питания трамвая. Постепенно появлялись электростанции и в других городах — Армавире (в 1905 году), Ейске (1909 году), Сочи (1912 году), Анапе и Туапсе (в 1913 году) и др. По состоянию на 1921 год, в регионе имелись 353 электростанции общей мощностью 13 713 кВт
Однако, этих мощностей было недостаточно, поэтому в 1927 году в соответствии с планом ГОЭЛРО на территории современного Краснодарского края было начато строительство двух тепловых электростанций — Новороссийской ГРЭС (20 МВт) и Краснодарской РЭС (10 МВт). Первая из них была введена в эксплуатацию в 1930 году, вторая — в 1931 году. Также электростанция мощностью 5 МВт была построена при Краснодарском масложиркомбинате. В 1936 году мыло начато строительство гидроэлектростанции мощностью 10 МВт на р. Сочи, прекращённое в 1938 году из-за плохих технико-экономических показателей. Одновременно строилось большое количество мелких тепловых электростанций и малых ГЭС, обеспечивавших электрификацию сельской местности. К 1940 году общая мощность электростанций Краснодарского края составляла 100 МВт, в год они вырабатывали 394 млн кВт·ч электроэнергии. Небольшая мощность электростанций приводила к использованию электрических сетей невысокого класса напряжения — не более 6 кВ.
В ходе Великой Отечественной войны многие электростанции Краснодарского края оказались на оккупированной территории, их оборудование было демонтировано и эвакуировано. Для энергоснабжения использовались энергопоезда, один из них работал в Сочи, другой в Краснодаре. С целью скорейшего восстановления энергетического хозяйства региона в 1944 году было образовано районное энергетическое управление (РЭУ) «Краснодарэнерго». В том же году была восстановлена Новороссийская ГРЭС, восстановление Краснодарской РЭС было завершено в 1946 году.
В 1946 году с целью обеспечения электроэнергией района Сочи было начато строительство Краснополянской ГЭС, которую пустили уже в 1949 году. В 1951 году было возобновлено строительство Краснодарской ТЭЦ, начатое ещё в 1935 году и дважды приостанавливавшееся, первый турбоагрегат мощностью 25 МВт был пущен в 1954 году, впоследствии станция неоднократно расширялась. В том же году была введена в эксплуатацию Белореченская ГЭС, строительство которой было начато в 1950 году. В 1958 году было завершено строительство Майкопской ТЭЦ. Одновременно с возведением новых электростанций сооружались линии электропередачи напряжением 35 кВ, 110 кВ, а в 1960-х годах — 220 кВ. К 1959 году мощность электростанций Краснодарского края достигла 337 МВт, в том числе 150 МВт составляла мощность Краснодарской ТЭЦ. В 1957 году энергосистема региона была соединена с энергосистемой Грузии, в 1958 году — с энергосистемой Ставропольского края и в 1964 году — с Ростовской областью. В 1972 и 1975 годах на Краснодарской ТЭЦ были впервые в СССР смонтированы крупные газотурбинные установки мощностью по 100 МВт.
После долгого перерыва, новые энергомощности в энергосистеме Краснодарского края появились в 2000-х годах. В 2004 году была пущена Сочинская ТЭС, одна из первых парогазовых электростанций России. В 2007 году заработала Ейская ТЭС, в 2008 году — Крымская ГТ ТЭЦ, в 2012 году — парогазовый энергоблок на Краснодарской ТЭЦ. В рамках подготовки региона к проведению зимней олимпиады в Сочи в 2013 году были введены в эксплуатацию Адлерская ТЭС и Джубгинская ТЭС. В 2015—2016 годах энергосистема Краснодарского края была соединена с энергосистемой Крыма через четыре кабельные линии напряжением 220 кВ, проложенные по дну Керченского пролива. Ведётся строительство ТЭС Ударная мощностью 550 МВт, которую планируется ввести в эксплуатацию в 2023 году.

## Генерация электроэнергии
По состоянию на 2020 год, на территории Краснодарского края эксплуатировались более 40 электростанций общей мощностью 2370,87 МВт. В их числе три гидроэлектростанции — Белореченская ГЭС, Краснополянская ГЭС и Малая Краснополянская ГЭС, а также более 40 тепловых электростанций, наиболее крупными из которых являются Краснодарская ТЭЦ, Сочинская ТЭЦ, Адлерская ТЭС, Джубгинская ТЭЦ, большинство остальных станций обеспечивают энергоснабжение отдельных промышленных предприятий (блок-станции).

### Белореченская ГЭС
Расположена в Белореченском районе на реке Белая. Введена в эксплуатацию в 1954 году. Установленная мощность станции — 48 МВт, проектная среднегодовая выработка электроэнергии — 216 млн кВт·ч. В здании ГЭС установлены два гидроагрегата мощностью по 24 МВт. Принадлежит ООО «Лукойл-Экоэнерго».

### Краснополянская ГЭС
Расположена в Адлерском районе у п. Красная Поляна, на реке Мзымте. Старейшая ныне действующая электростанция региона, введена в эксплуатацию в 1949 году. Установленная мощность станции — 21,6 МВт. В здании ГЭС установлены три гидроагрегата, один мощностью 7 МВт и два по 7,3 МВт. Принадлежит ООО «Лукойл-Экоэнерго».

### Малая Краснополянская ГЭС
Расположена в Адлерском районе у п. Красная поляна, вблизи Краснополянской ГЭС (в состав которой она организационно входит), на реке Бешенке. Гидроагрегат станции введен в эксплуатацию в 2005 году. Установленная мощность станции — 1,5 МВт. В здании ГЭС установлен 1 гидроагрегат.

### Краснодарская ТЭЦ
Расположена в г. Краснодаре, крупнейший источник теплоснабжения города. Самая мощная электростанция региона. Теплоэлектроцентраль смешанной конструкции, включает паротурбинную часть и парогазовый энергоблок, в качестве топлива использует природный газ. Эксплуатируемые в настоящее время турбоагрегаты станции введены в эксплуатацию в 1963—2012 годах, при этом сама станция работает с 1954 года. Установленная электрическая мощность станции — 1025 МВт, тепловая мощность — 635,5 Гкал/час. Фактическая выработка электроэнергии в 2020 году — 5757,7 млн кВт·ч. Оборудование паротурбинной части станции включает четыре турбоагрегата, три из которых мощностью по 145 МВт и один — 150 МВт, а также шесть котлоагрегатов. Парогазовый энергоблок включает газотурбинную установку мощностью 305 МВт, котёл-утилизатор и паротурбинный турбоагрегат мощностью 135 МВт. Принадлежит ООО «ЛУКОЙЛ-Кубаньэнерго».

### Сочинская ТЭС
Расположена в г. Сочи, один из источников теплоснабжения города. Парогазовая теплоэлектроцентраль, в качестве топлива использует природный газ. Турбоагрегаты станции введены в эксплуатацию в 2004—2009 годах. Установленная электрическая мощность станции — 160,5 МВт, тепловая мощность — 50 Гкал/час. Фактическая выработка электроэнергии в 2020 году — 668 млн кВт·ч. Оборудование станции скомпоновано в три энергоблока (два ПГУ-39 и один ПГУ-80) и включает в себя четыре газотурбинные установки (две мощностью по 28 МВт и две — по 29 МВт), четыре котла-утилизатора и три паротурбинных турбоагрегата (два мощностью по 12 МВт и один — 24 МВт). Принадлежит АО «Интер РАО — Электрогенерация».

### Адлерская ТЭС
Расположена в г. Сочи, один из источников теплоснабжения города. Парогазовая теплоэлектроцентраль, в качестве топлива использует природный газ. Турбоагрегаты станции введены в эксплуатацию в 2013 году. Установленная электрическая мощность станции — 367 МВт, тепловая мощность — 70,4 Гкал/час (ограничена максимальным потреблением, оборудование позволяет выдавать 227 Гкал/час). Фактическая выработка электроэнергии в 2020 году — 1872,8 млн кВт·ч. Оборудование станции скомпоновано в два энергоблока и включает в себя четыре газотурбинные установки мощностью по 66 МВт, четыре котла-утилизатора и два паротурбинных турбоагрегата мощностью по 52 МВт. Принадлежит ПАО «ОГК-2»

### Джубгинская ТЭС
Расположена у с. Дефановка Туапсинского района. Газотурбинная электростанция, в качестве топлива использует природный газ. Введена в эксплуатацию в 2013 году. Установленная электрическая мощность станции — 198 МВт, фактическая выработка электроэнергии в 2020 году — 348 млн кВт·ч. Оборудование включает в себя две газотурбинные установки. Принадлежит АО «Интер РАО — Электрогенерация».

### Кирилловская МГТЭС
Расположена в г. Новороссийске на территории подстанции. Мобильная газотурбинная электростанция, в качестве топлива использует природный газ. Введена в эксплуатацию в 2018 году. Установленная электрическая мощность станции — 20,5 МВт. Оборудование станции включает в себя одну газотурбинную установку.

### Крымская ГТ ТЭЦ
Расположена в г. Крымске. Газотурбинная теплоэлектроцентраль, в качестве топлива использует природный газ. Турбоагрегаты станции введены в эксплуатацию в 2008 году. Установленная электрическая мощность станции — 18 МВт, тепловая мощность — 40 Гкал/час. Оборудование станции включает в себя два турбоагрегата, мощностью по 9 МВт, и два котла-утилизатора. Принадлежит АО «ГТ Энерго».

### Ейская ТЭС
Расположена в г. Ейске. Газопоршневая электростанция, в качестве топлива использует природный газ. Введена в эксплуатацию в 2007 году. Установленная электрическая мощность станции — 17,46 МВт, тепловая мощность — 51,3 Гкал/час. Оборудование станции включает в себя два когенерационных газопоршневых агрегата мощностью по 8,73 МВт с котлами-утилизаторами.

### ТЭС Филиала «КВЭП» АО «РАМО-М»
Расположена в г. Краснодаре, один из источников теплоснабжения города. Газопоршневая электростанция, в качестве топлива использует природный газ. Агрегаты станции введены в эксплуатацию в 2010—2019 годах. Установленная электрическая мощность станции — 8,84 МВт, тепловая мощность — 51,3 Гкал/час. Фактическая выработка электроэнергии в 2020 году — 21,5 млн кВт·ч. Оборудование станции включает в себя пять когенерационных газопоршневых агрегатов с котлами-утилизаторами, два из которых имеют мощность по 1,5 МВт и три — по 1,95 МВт. Также имеется шесть водогрейных котлов.

### ТЭС-1 «Малый Ахун»
Расположена в г. Сочи, один из источников теплоснабжения города. Газопоршневая электростанция, в качестве топлива использует природный газ. Агрегаты станции введены в эксплуатацию в 2009 году. Установленная электрическая мощность станции — 3,08 МВт, тепловая мощность — 6,06 Гкал/час. Фактическая выработка электроэнергии в 2020 году — 21,5 млн кВт·ч. Оборудование станции включает в себя два когенерационных газопоршневых агрегата с котлами-утилизаторами, мощностью по 1,54 МВт. Также имеется один водогрейный котёл. Принадлежит ООО «Хоста».

### ТЭС-2 «Мамайка»
Расположена в г. Сочи, один из источников теплоснабжения города. Газопоршневая электростанция, в качестве топлива использует природный газ. Агрегаты станции введены в эксплуатацию в 2009 году. Установленная электрическая мощность станции — 3,08 МВт, тепловая мощность — 9,07 Гкал/час. Фактическая выработка электроэнергии в 2020 году — 21,5 млн кВт·ч. Оборудование станции включает в себя два когенерационных газопоршневых агрегата с котлами-утилизаторами, мощностью по 1,54 МВт. Также имеется два водогрейных котла. Принадлежит ООО «Хоста».

### ТЭС ГТЦ ПАО «Газпром»
Расположена в c. Эсто-Садок Адлерского района, обеспечивает энергоснабжение горно-туристического центра. Газотурбинная теплоэлектроцентраль. Установленная электрическая мощность станции — 10,8 МВт. Оборудование станции включает в себя шесть газотурбинных установок с котлами-утилизаторами и два водогрейных котла.

### Электростанции промышленных предприятий
На территории Краснодарского края эксплуатируются более 30 работающих на природном газе тепловых электростанций, обеспечивающих энергоснабжение промышленных предприятий (блок-станции). Ниже представлена информация о некоторых из них:.
- ГТУ-ТЭС Туапсинского НПЗ — расположена в г. Туапсе, обеспечивает энергоснабжение нефтеперерабатывающего завода. Газотурбинная теплоэлектроцентраль. Установленная электрическая мощность станции — 141 МВт. Оборудование станции включает в себя три газотурбинные установки с котлами-утилизаторами;
- ТЭЦ ОАО «МЖК «Краснодарский» — расположена в г. Краснодаре, обеспечивает энергоснабжение масложирового комбината, также является одним из источников теплоснабжения города. Паротурбинная теплоэлектроцентраль. Турбоагрегат станции введён в эксплуатацию в 1997 году. Установленная электрическая мощность станции — 12 МВт, тепловая мощность — 104,3 Гкал/час. Фактическая выработка электроэнергии в 2020 году — 3,1 млн кВт·ч. Оборудование станции включает в себя один турбоагрегат и четыре котлоагрегата;
- ПАЭС ООО «РН-Краснодарнефтегаз» — 16 МВт;
- ТЭЦ АО «Кореновсксахар» — 12 МВт;
- ТЭЦ АО «Новороссийский СРЗ» — 9,1 МВт;
- ТЭЦ Верхнебаканского Ц/З — 48,35 МВт;
- ТЭЦ ЗАО «Кристалл» — 12 МВт;
- ТЭЦ ЗАО «Кубаньжелдормаш» — 2 МВт;
- ТЭЦ ЗАО «С/З Свобода» — 11,5 МВт;
- ТЭЦ ЗАО «СК Курганинский» — 6 МВт;
- ТЭЦ ЗАО «Тбилисский С/З» — 12 МВт;
- ТЭЦ ЗАО «Успенский сахарник» — 18 МВт;
- ТЭЦ ЗАО ССК «Ленинградский» — 18 МВт;
- ТЭЦ ООО «Викор» — 18 МВт;
- ТЭЦ ОАО «Гиркубс» — 12,4 МВт;
- ТЭЦ ОАО «Динсксахар» — 6 МВт;
- ТЭЦ ОАО «Кристалл-2» — 10 МВт;
- ТЭЦ ОАО «Павловский С/З» — 12 МВт;
- ТЭЦ ОАО «С/З Лабинский» — 6 МВт;
- ТЭЦ ООО «КОМ-Энерго» — 8,2 МВт;
- ТЭЦ ООО «СК Тихорецкий» — 6 МВт;
- ТЭЦ ООО «Еврохим-БМУ» — 24 МВт;
- ТЭЦ ООО «Тимашевский С/З» — 14 МВт;
- ТЭЦ ПАО «Каневсксахар» — 12 МВт.

## Потребление электроэнергии
Потребление электроэнергии в Краснодарском крае (с учётом потребления на собственные нужды электростанций и потерь в сетях) в 2019 году составило 26 137 млн кВт·ч, максимум нагрузки — 4305 МВт. Таким образом, Краснодарский край является энергодефицитным регионом по электроэнергии и мощности, дефицит восполняется перетоками из соседних энергосистем. В структуре потребления электроэнергии в регионе лидирует потребление населением — 26 %, потребление обрабатывающей промышленностью составляет 20 %. Функции гарантирующего поставщика электроэнергии выполняют ПАО «ТНС энерго Кубань» и АО «НЭСК».

## Электросетевой комплекс
Энергосистема Краснодарского края входит в ЕЭС России, являясь частью Объединённой энергосистемы Юга, находится в операционной зоне филиала АО «СО ЕЭС» — «Региональное диспетчерское управление энергосистемы Краснодарского края и Республики Адыгея» (Кубанское РДУ). Энергосистема региона связана с энергосистемами Адыгеи по четырём ВЛ 220 кВ, шестнадцати ВЛ 110 кВ и тринадцати ВЛ 35 кВ, Ставропольского края по двум ВЛ 500 кВ, трём ВЛ 330 кВ, и двум ВЛ 110 кВ, Ростовской области по трём ВЛ 500 кВ, одной ВЛ 330 кВ, трём ВЛ 220 кВ и одной ВЛ 110 кВ, Карачаево-Черкесии по одной ВЛ 110 кВ, Республики Крым по четырём кабельным линиям 220 кВ, Абхазии (Грузии) — по одной ВЛ 500 кВ (транзитом через Карачаево-Черкесию и Адыгею), одной ВЛ 220 кВ и одной ВЛ 110 кВ.
Общая протяженность линий электропередачи напряжением 35—500 кВ составляет 18 925 км, в том числе линий электропередачи напряжением 500 кВ — 1451 км, 330 кВ — 338,5 км, 220 кВ — 3387,4 км, 110 кВ — 6249,5 км, 35 кВ — 7498,7 км. Магистральные линии электропередачи напряжением 220—500 кВ эксплуатируются филиалом ПАО «ФСК ЕЭС» — «Кубанское ПМЭС», распределительные сети напряжением 110 кВ и ниже — ПАО «Россети Кубань» (в основном) и территориальными сетевыми организациями.